# 三福神社
三福神社（みさきじんじゃ）は、岐阜県高山市三福寺町（旧・大野郡大八賀村）に鎮座する神社。
元の名称は「日枝神社」である。
三福の神社名の読みはみさきであるが、地名（三福寺町）の読みはさんふくじまちである。

## 概要
創建時期は不詳。一説では、飛騨国国司で三仏寺城城主である飛騨守平時輔が狩りを行なっていたところ、一匹の老猿を見つけ、仕留めようと矢を射たが獲物は見当たらず、矢は大杉に深くつき立っていたという。平時輔は大山咋神が使いである老猿を救われたであろうと考え、近江国より日吉大神を勧請し、永治元年（1141年）に日枝神社として創建したという。
養和元年（1181年）、源義仲により三仏寺城は落城。日枝神社も焼失したが村人たちの手で御神体は持ち出され、三福寺村（現在地）に新たに再建される。尚、日枝神社も同じような由緒がある。日枝神社の由緒では、焼失後に御神体は片野村に移された後、慶長10年（1605年）に高山城の鎮護神とし、高山城下に移転している。
1871年（明治4年）に村社となる。1903年（明治36年）に白山神社（井上）、八幡神社（奥洞）を合祀。1907年（明治40年）三福神社に改称する。1928年（昭和3年）に稲荷神社（七切）を合祀する。
1952年（昭和27年）に岐阜県神社庁より白幣社に指定される。1979年（昭和54年）に岐阜県神社庁より銀幣社に指定される。。

## 主祭神
- 大山咋神

## 摂末社祭神
- 菊理姫命
- 伊弉諾命
- 伊弉冉命
- 応神天皇
- 倉稲魂神